# Elecciones generales de Malta de 1987
Las elecciones generales de Malta fueron realizadas el 9 de mayo de 1987. A pesar de que el Partido Nacionalista recibió más votos, el Partido Laborista logró obtener más escaños. Sin embargo, de acuerdo con las modificaciones que se hicieron al sistema electoral, luego de que hubiese un caso similar en las elecciones generales de 1981, se le otorgó al Partido Nacionalista 4 escaños adicionales para completar una mayoría parlamentaria.

## Resultados
| Partido                 | Votos   | %    | Escaños | +/–   |
| ----------------------- | ------- | ---- | ------- | ----- |
| Partido Nacionalista    | 119.721 | 50.9 | 35      | +4    |
| Partido Laborista       | 114.936 | 48.9 | 34      | 0     |
| Partido Democrático     | 380     | 0.2  | 0       | Nuevo |
| Partido Comunista       | 119     | 0.1  | 0       | Nuevo |
| Independientes          | 12      | 0.0  | 0       | 0     |
| Votos en blanco/nulos   | 1.551   | –    | –       | –     |
| Total                   | 236.719 | 100  | 69      | +4    |
| Participación electoral | 246.292 | 96.1 | –       | –     |
| Fuente: Nohlen & Stöver |         |      |         |       |